# Proborhyaenidae
Proborhyaenidae — вымершее семейство метатериев, отряда Спарассодонты. которые обитали в Южной Америке с эоцена до олигоцена. Иногда его включают в ранге подсемейства в родственное семейство Borhyaenidae (как Proborhyaeninae). Самый крупный вид, Proborhyaena gigantea, по оценкам, примерно размером с очкового медведя, его череп достигает 60 см в длину, а масса тела оценивается примерно до 90-200 кг, что делает Proborhyaenidae одними из крупнейших известных метатериев. Ископаемые остатки были найдены в западной Боливии, Уругвае, южной Бразилии и провинциях Мендоса, Сальта и Чубут в Аргентине.
Большинство видов имели крепкий, похожий на череп гиены, хотя один вид, Callistoe vincei, имел удлиненный, узкий череп, больше напоминающий череп тилацина. Зубы были строго специализированы как хищные для поедания мяса, и у Arminiheringia поворачивались на протяжении всей жизни животного, чтобы поддерживать режущий край на зубе. Сохранившиеся образцы клыков лишены эмали. При жизни эмаль могла быть очень тонкой или ограничиваться кончиками зубов. У рода Arminiheringia нижние клыки выступают вперед. Proborhyaenids можно отличить от других спарассодонтов по их бороздчатым верхним и нижним клыкам, которые непрерывно росли на протяжении всей жизни животных, как резцы грызунов. Бонд и Паскуаль (1983) утверждали, что клыки Proborhyaenidae перествали расти в позднем взрослом возрасте, основываясь на образце из провинции Мендоса, Аргентина, но принадлежность этого образца к Proborhyaenidae оспаривается. Наличие верхних клыков с открытым корнем у тилакосмилид привело к предположению, что Proborhyaenidae тесно связаны с этой группой или даже являются ее предками, но это все еще остается спорным.

## Классификация
На февраль 2025 в семейство включают следующие систематические группы:
- - † Род Arminiheringia Ameghino, 1902
    - † Вид Arminiheringia auceta Ameghino, 1902

  - † Род Callistoe Babot et al., 2002
    - † Вид Callistoe vincei Babot et al., 2002

  - † Род Paraborhyaena Hoffstetter and Petter, 1983
    - † Вид Paraborhyaena boliviana Hoffstetter and Petter, 1983

  - † Род Proborhyaena Ameghino, 1897
    - † Вид Proborhyaena gigantea Ameghino, 1897
- † Клада Thylacosmilinae Riggs, 1933
  - † Род Eomakhaira Engelman et al., 2020
    - † Вид Eomakhaira molossus Engelman et al., 2020